# Deleni, Buzău
Deleni (în trecut, Băligoși) este un sat în comuna Scorțoasa din județul Buzău, Muntenia, România. Se află în centrul județului, în depresiunea Policiori din Subcarpații de Curbură.